# Mercedes-Benz B-klasse
Mercedes-Benz B-klassen er en kompakt MPV fra den tyske bilfabrikant Mercedes-Benz. Den første generation (type 245), som blev bygget i årene 2005 til 2011, var bygget efter "sandwich"-konceptet. I november 2011 introduceredes den anden generation af B-klassen (type 246), også med høj indstigning men uden "sandwich"-bund.

## Overblik over de enkelte generationer
- Første generation, type 245
(2005−2011)
- Anden generation, type 246
(2011−)